# 이수병
이수병(李銖秉, 1937년 1월 15일 - 1975년 4월 9일)은 인혁당 사건 희생자이다.

## 생애
- 1937년 1월 15일 경상남도 의령군 부림면 출생.
- 1953년 부산사범학교에 입학
- 1954년 사회과학 학습 모임 ‘일꾼회’를 조직하고, 그 뒤 암장으로 바꾸었다.
- 1956년 부산대학교 교육학과 입학
- 1959년 신흥대학(현 경희대학교) 정경대학 경제학과 2학년에 편입 (58학번)
- 1960년 4·19 혁명 이후 경희대학교 학생민족통일연맹 위원장.
- 1961년 5·16 군사정변 이후 구속, 혁명재판에서 15년형 선고, 7년 복역.
- 1971년 경락연구회를 만들어 활동.
- 1974년 4월 18일 인민혁명당재건단체사건으로 구속. 당시 삼락 일어학원 강사.
- 1975년 4월 8일 대법원에서 사형 확정.(대통령긴급조치 위반, 국가보안법 위반, 내란 예비음모, 반공법 위반)
- 1975년 4월 9일 사형집행(당시 39세), 경남 의령군 신반리에 안장.
- 2007년 2월 21일 경희대학교에서 명예졸업장 수여

## 고문 의혹
인혁당 관련자들은 1974년 4월 18일 구속 직후부터, 1심, 2심, 대법원 판결과 사형이 집형될 때까지 단 한 차례의 가족 면회도 허락하지 않았다. 교도관의 도움을 받은 덕에 오직 이수병씨의 아내 이정숙씨만 수감 중인 남편의 얼굴을 잠깐 동안 본 것이 전부였고, 그나마 사형당한 나머지 7명의 유족은 그런 행운조차 누리지 못했다. 또한 법정에서 조차도 가족의 얼굴을 보지 못하록 했다.
| “ | 법정에서도 뒷모습밖에 못 봤어요. 아빠들 옆에 선 헌병들이 뒤도 돌아보지 못하게 했어요. | ” |
|   |                                                                                       |   |

1975년 4월 9일 새벽에 사형이 집형된 후 오후 6시가 넘어서 시신을 인도받았다. 죽은 이수병의 몸뚱이에는 고문의 흔적이 역력했다.
등이 다 시커멓게 타 있었어요. 손톱 10개, 발톱 10개는 모두 빠져 있었고, 발뒤꿈치는 시커멓게 움푹 들어가 있었어요. 당국이 시신을 화장해 재로 만들어버린 다른 피해자들을 생각하면 그래도 다행이라 생각했습니다.

## 관련 서적
- 《이수병평전》, 민족문제연구소, 저자 이수병선생기념사업회, 2008년 4월 8일

## 같이 보기
- 민청학련 사건
- 인혁당 사건
- 긴급조치